# كيران تيرني
كيران تيرني (ولد في 5 يونيو 1997) (بالإنجليزية: Kieran Tierney)‏ لاعب كرة قدم أسكتلندي يلعب مع نادي ريال سوسيداد الإسباني على سبيل الإعارة من أرسنال الإنكليزي والمنتخب الوطني الأسكتلندي في مركز الظهير الأيسر.

## البداية والشباب
ولد في تيرني في جزيرة مان، انتقل تيرني إلى يشو في اسكتلندا بعمر 10 أشهر. دعم سيلتيك كطفل ووقع على النادي عندما كان عمره 7 سنوات. تلقى تعليمه في مذرويل مدارس سانت بريندان الابتدائية والعليا سيدتنا (المجموعة سنة واحدة وراء زملائه لاعبي كرة القدم، والتوائم نيكي وكريس كادن) ثم حضر مدرسة ثانوية القديس نينيان، وكيركينتيلوخ، التي لديها شراكة تنمية مع سلتيك. لقد تحدث عن أمله في محاكاة الراحل تومي جيميل، وهو عضو في فريق لشبونة ليونز الذي نشأ أيضًا في يشو (على وجه التحديد، Craigneuk) ولعب في نفس الموقف.
تقدم من خلال صفوف الشباب المختلفة واكتسب سمعة بأنه لاعب واسع يمكن الاعتماد عليه في فريق تطوير النادي، سواء في الدفاع والهجوم. سافر مع فريق الفريق الأول في رحلة ما قبل الموسم إلى فنلندا في أغسطس 2014، وقدم أول مباراة له في مباراة ودية ضد توتنهام هوتسبر هناك. على الرغم من خسارة سيلتيك، وصف تيرني أول ظهور له للفريق الأول بأنه «حلم أصبح حقيقة». واصل اللعب في فريق التطوير طوال الفترة 2014-2015، وفي أكتوبر 2014 خلال مباراة في دوري كرة القدم ضد قلب ميدلوثيان، سجل هدفًا من طرف منطقة الجزاء.

## البداية والمواسم
بدأ تيرنيي مسيرته التنافسية الأولى مع سلتيك في 22 أبريل 2015 تحت قيادة المدرب روني ديلا، ليصبح بديلا في الدقيقة 81 في مباراة الدوري الإسكتلندي أمام دندي. لقد ظهر مرة أخرى مع الفريق الأول هذا الموسم، حيث لعب أكثر من ساعة في مباراة في الدوري خارج ملعب سانت جونستون.
استمتع تيرني بموسم اختراق في 2015–16، حيث ظهر في أكثر من 30 مباراة وقام بتهجير إميليو إيزاغويري الأكثر خبرة كخيار أول ظهير. لأدائه كان قد حصل على جائزة كل من اللاعبين والكتّاب الشباب، بينما فاز سلتيك أيضًا بلقب الدوري. على الرغم من الاهتمام من أندية الدوري الممتاز، وقع تيرني عقدًا جديدًا مدته خمس سنوات في 24 يونيو 2016، حيث أبقى عليه في باركهيد حتى عام 2021.

### موسم 2016-17
بعد ظهوره الأول في مرحلة المجموعات من دوري أبطال أوربا، عانى تيرني من ضرر في أربطة الكاحل خلال التدريب في 27 أكتوبر 2016 وتم استبعاده في البداية لمدة شهرين. أثناء التسريح، الذي جعله يغيب عن نهائي كأس رابطة أندية المحترفين، تلقى العلاج على إصابته المتكررة في الكتف وحضر عدة مباريات سيلتيك كمؤيد نموذجي في صحبة أصدقاء طفولته.
في 22 يناير 2017، بعد غيابه لمدة ثلاثة أشهر، حقق عودته التي طال انتظارها إلى فريق سيلتيك في مباراة كأس اسكتلندا ضد ألبيون روفرز. توج تايرينى بلقب أفضل لاعب في اسكواجا محليا في اسكتلندا للموسم الثانى على التوالى في 7 مايو، مما جعله أول من حقق ذلك منذ كريج ليفين في عام 1986. وقد تعرض لإصابة في الفك في وقت مبكر من نهائي كأس اسكتلندا لعام 2017. وكان لابد من استبدالها للعلاج. فاز سلتيك المباراة 2-1 لإكمال الثلاثية المحلية وموسم مثالي. على الرغم من غيابه المطول عن الإصابة، ظهر في 40 مباراة خلال الحملة.

#### موسم 2017-18
في 8 أغسطس 2017، تم تعيين تيرني كقائد بينما ينتقل أيضًا إلى مدافع مركزي لقيادة خط الظهر للمراهقين في المباراة النهائية لكأس رابطة الأندية الأسكتلندية ضد كيلمارنوك. فاز سلتيك بالمباراة 5-0، مع تقديم تيرني مساعدة وتسجيل «ضربة رائعة» من 40 ياردة. في 30 أكتوبر، بعد أسبوع من تسجيله في انتصار هام في الدوري بعيدا إلى أقرب منافسيه أبردين، مدد عقده مع سلتيك حتى عام 2023.
وبحلول نهاية هذا الموسم، وكان قد جمعها مزيد من الجوائز الشخصية - فوز كل من اللاعبين والكتاب الجوائز لاعب شاب للحملة الثالثة على التوالي - وأدوا دورا كبيرا في تأمين التاريخي «ثلاثة أضعاف مضاعفة» للنادي، مما يجعل أكثر من 50 مباراة ولعب مباريات نهائيات الكأس المحلية بكاملها، وكلاهما فوز 2-0 على ماذرويل.

## دوليا
تيرني لعب لاسكتلندا في مستويات تحت 18 و 19. كما أعرب عن رغبته في اللعب لفريق ايلان فانون الذي يمثل جزيرة مان، مسقط رأسه.
تلقى تيرني أول استدعاء له لفريق اسكتلندا الكبير في 10 مارس 2016 لمباراة ودية ضد الدنمارك. لعب تيرني في الشوط الأول من المباراة، والتي فازت اسكتلندا بنتيجة 1-0 في ملعب هامبدن بارك. تم استبداله في الشوط الثاني من قبل زميله في سلتيك تشارلي مولجرو.
نظرا لتعدد تيرني في (والأداء القوي للزميل الظهير الأيسر أندرو روبرتسون)، وقال انه تم نشر في مركز الظهير الأيمن في مباراة اسكتلندا ضد سلوفينيا، ليتوانيا وسلوفاكيا، وعلى الجهة اليسرى من رجل ثلاث سنوات الدفاع في مباراة الذهاب إلى إنجلترا خلال تصفيات كأس العالم في 2017.
تم اختيار تيرني كقائد اسكتلندا لمباراة ودية ضد هولندا في نوفمبر 2017، حيث لعب دور المدافع المركزي في هزيمة 1-0.

## إحصاءات
| النادي  | مواسم                     | الدوري     | الدوري | الدوري | الكأس | الكأس | كأس الدوري | كأس الدوري | اوربا | اوربا | مجموع | مجموع |
| النادي  | مواسم                     | اسم الدوري | لعب    | اهداف  | لعب   | اهداف | لعب        | اهداف      | لعب   | اهداف | لعب   | اهداف |
| ------- | ------------------------- | ---------- | ------ | ------ | ----- | ----- | ---------- | ---------- | ----- | ----- | ----- | ----- |
| سيلتك   |                           |            |        |        |       |       |            |            |       |       |       |       |
| 2014-15 | الدوري الإسكتلندي الممتاز | 2          | 0      | 0      | 0     | 0     | 0          | 0          | 0     | 2     | 0     |       |
| 2015-16 | الدوري الإسكتلندي الممتاز | 23         | 1      | 4      | 0     | 2     | 0          | 4          | 0     | 33    | 1     |       |
| 2016-17 | الدوري الإسكتلندي الممتاز | 24         | 1      | 5      | 1     | 2     | 0          | 9          | 0     | 40    | 2     |       |
| 2017-18 | الدوري الإسكتلندي الممتاز | 32         | 3      | 5      | 0     | 4     | 1          | 14         | 0     | 55    | 4     |       |
| 2018-19 | الدوري الإسكتلندي الممتاز | 1          | 0      | 0      | 0     | 0     | 0          | 5          | 0     | 6     | 0     |       |
| مجموع   | مجموع                     | مجموع      | 82     | 5      | 14    | 1     | 8          | 1          | 32    | 0     | 136   | 7     |

### إحصاءات دولية
| منتخب اسكتلندا | منتخب اسكتلندا | منتخب اسكتلندا |
| اعوام          | لعب            | اهداف          |
| -------------- | -------------- | -------------- |
| 2016           | 2              | 0              |
| 2017           | 7              | 0              |
| مجموع          | 9              | 0              |

## روابط خارجية
- كيران تيرني على موقع الاتحاد الدولي (مؤرشف)  (الإنجليزية)
- كيران تيرني على موقع الاتحاد الأوربي (الإنجليزية)
- كيران تيرني على موقع الاتحاد الإسكتلندي (الإنجليزية)
- كيران تيرني على موقع إي إس بي إن إف سي (الإنجليزية)
- كيران تيرني على موقع قاعدة بيانات كرة القدم.إي يو (الإنجليزية)
- كيران تيرني على موقع ليكيب (الفرنسية)
- كيران تيرني على موقع ناشيونال فوتبول تيمز (الإنجليزية)
- كيران تيرني على موقع Soccerbase.com (لاعب) (الإنجليزية)
- كيران تيرني على موقع Soccerway.com (الإنجليزية)
- كيران تيرني على موقع عالم كرة القدم.نت (الإنجليزية)